# Urmeter

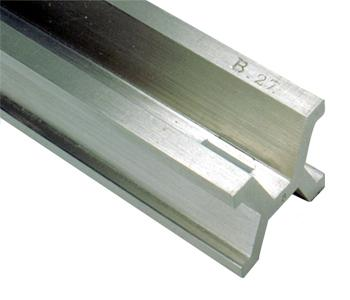
Kopie Nr. 27 des Urmeters von 1889 für die Vereinigten Staaten

Das (oder der) Urmeter (französisch mètre des archives ‚Archivmeter‘) ist die bis 1960 gültige Maßverkörperung der Längeneinheit Meter. Bei der Einführung des Metrischen Einheitensystems wurde der Meter zunächst als zehn-millionster Teil des Viertels desjenigen Erdumfangs festgelegt, der Paris und den Nordpol berührt. Der Erdumfang wurde geodätisch vermessen und das Ergebnis auf den Abstand zweier Markierungen auf einem Metallstab übertragen. Dieser Metallstab wurde in der Folge zur Eichung von Messgeräten und Maßstäben für den täglichen Gebrauch und die Landesvermessung verwendet.
Der Begriff des Urmeters bezieht sich insbesondere auf das zweite Spezimen (Muster) von 1799, jenes Endmaß aus Platiniridium, das bis 1889 die Längeneinheit verkörperte. Vielfach wird aber auch der internationale Meterprototyp von 1889 als Urmeter bezeichnet.

## Herstellung des ersten Urmeters
Am 26. März 1791 beschloss die verfassunggebende Versammlung in Paris auf Vorschlag der Académie des sciences (Akademie der Wissenschaften) die Einführung einer universellen Längeneinheit. Das neue, noch nicht „Meter“ genannte Längenmaß solle der zehnmillionste Teil des Erdmeridianquadranten (Strecke vom Pol zum Äquator) sein. Dazu sollte der Meridianbogen von Dünkirchen bis Barcelona von zwei französischen Astronomen, Jean-Baptiste Joseph Delambre und Pierre Méchain, neu vermessen werden, was sich allerdings in den Wirren der französischen Revolution bis 1798 hinzog. 1791 wurde ein anderer Definitionsvorschlag Talleyrands und Jeffersons, basierend auf einem Sekundenpendel, verworfen, da diese Methode von lokalen Unterschieden der Erdbeschleunigung beeinflusst worden wäre.
Am 1. August 1793 wurde dieses Längenmaß – auf Vorschlag Bordas „Meter“ genannt – im Nationalkonvent gesetzlich eingeführt, allerdings mit einem provisorischen Wert von 443,440 Pariser Linien, was knapp 1000,325 Millimetern entspricht. Auf Grundlage dieses Wertes wurde 1795 ein erster Messing-Prototyp hergestellt.
1795 wurden für Teile bzw. Vielfache der Längeneinheit Meter Begriffe sowie Abkürzungen definiert. Dies waren insbesondere Centimètre (cm) für den hundertsten Teil, Décimètre (dm) für den zehnten Teil, Hectomètre (hm) für das Hundertfache und Kilomètre (km) für das Tausendfache. Hinzu kamen heute unübliche Bezeichnungen wie Myriamètre für 10.000 m (speziell für Wegsteine gedacht).
Am 7. April 1795 wurde ein vorläufiger Meter (mètre provisoire et légal) definiert.

## Das zweite, „definitive“ Urmeter
Nach Abschluss der Triangulationen zwischen Dünkirchen und Barcelona auf der Meridianexpedition wurde 1799 ein zweites sogenanntes definitives Urmeter als Endmaß aus Platin hergestellt und am 22. Juni 1799 im französischen Nationalarchiv in einem Stahlschrank verschlossen. Die formale Einführung erfolgte durch ein Gesetz vom 10. Dezember 1799 (19. Frimaire VIII nach dem damals üblichen Französischen Revolutionskalender).
Heute wird dieses Urmeter in einem Tresor des Internationalen Büros für Maß und Gewicht (BIPM) in Sèvres bei Paris aufbewahrt. Seine Endflächen waren jedoch spätestens Anfang des 20. Jahrhunderts beschädigt.
Allerdings ist dessen Genauigkeit – bezüglich des angestrebten zehnmillionsten Teils der Distanz vom Äquator zum Pol – mit definierten 443,296 Pariser Linien (entsprechend 1000,0001606 mm) – noch geringer als die des sogenannten „provisorischen Meters“, da diese Distanz nach dem WGS84 etwa 10001,966 km beträgt.  Die Übernahme dieses Urmeters als Maßeinheit wurde am 20. Mai 1875 in der „internationalen Meterkonvention“ von 17 Staaten beschlossen.

## Internationaler Meterprototyp von 1889 (drittes Urmeter)

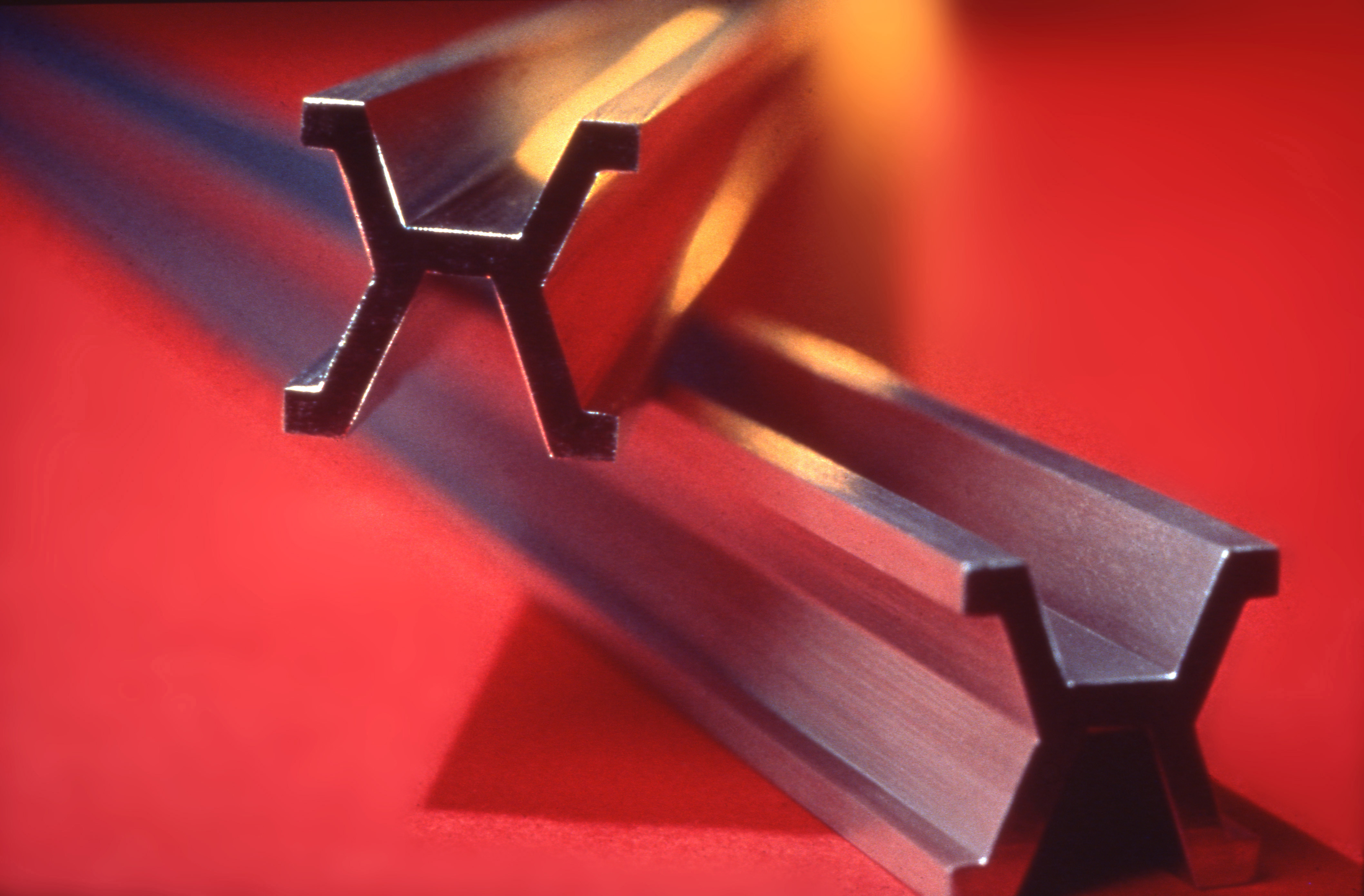
Internationaler Meterprototyp, Profilstab aus Platin-Iridium. Dies waren die Längennormale bis 1960. (NIST, computergeneriertes Bild)

Bisher hatte man Endmaße benutzt, u. a. weil sich diese leichter und genauer mit anderen Maßstäben abgleichen lassen. Dem steht der gravierende Nachteil gegenüber, dass die Endflächen beim Kopieren durch die Berührung mit Fühlhebeln oder dergleichen beschädigt werden können (wie es beim zweiten Urmeter geschehen war). Als am 26. September 1889 das Urmeter von der Generalkonferenz für Maß und Gewicht durch einen Meterprototypen aus einer Legierung aus 90 % Platin und 10 % Iridium ersetzt wurde, ging man daher zu einem Strichmaß über. Auf diesem 102 cm langen Normal mit X-förmigem Querschnitt (20 mm × 20 mm) repräsentierten Strichgruppen die Länge von einem Meter. Definiert wurde er über den Abstand der Mittelstriche dieser Strichgruppen – aufgrund der Wärmeausdehnung des Materials bei einer Temperatur von 0 °C. Diese Längendefinition besaß eine Genauigkeit von 10−7 und war damit um drei Größenordnungen genauer als das Urmeter von 1799. Kopien dieses Meterprototyps wurden an die Eichinstitute in vielen Ländern vergeben.

### Besitz offizieller Kopien des Prototyps von 1889 in Deutschland
Gleichzeitig mit dem Pariser Urmeter von 1889, sozusagen der Nummer null, wurden noch 30 nummerierte Kopien des dritten Urmeters hergestellt. Die Kopien, in Deutschland despektierlich auch „Knüppel“ genannt, wurden an die Mitgliedsstaaten verlost. Deutschland erhielt die Kopie Nr. 18. Da das Königreich Bayern 1870, noch vor der Reichsgründung, als eigenständiges Mitglied beigetreten war, nahm es auch an der Verlosung teil und erhielt die Kopie Nr. 7. Während des Dritten Reiches musste Bayern sein Exemplar an die Physikalisch-Technische Reichsanstalt (PTR) Berlin abgeben. Weil die meisten PTR-Laboratorien 1943 von Berlin vor allem nach Weida in Thüringen verlagert worden waren, blieben auch beide Spezimen von 1949 bis 1990 im Besitz der DDR. Da die Bundesrepublik Deutschland ohne Prototyp dastand, erwarb sie 1954 die Kopie Nr. 23 von Belgien, das auch zwei Kopien (für Flandern und Wallonien) erhalten hatte. Zwei der drei Exemplare (die Kopien Nr. 18 und 23) befinden sich heute in der Physikalisch-Technischen Bundesanstalt in Braunschweig. Dort befand sich auch die Kopie Nr. 7, bis sie 2001 an den Freistaat Bayern zurückgegeben wurde. Seitdem wird sie im Bayerischen Landesamt für Maß und Gewicht aufbewahrt, zunächst in München, seit 2018 in Bad Reichenhall.

### Übersicht über den Verbleib der Kopien
| Nr | Ursprüngliches Empfangsland | Heutiges Besitzland    | Aufbewahrungsort                                             |
| -- | --------------------------- | ---------------------- | ------------------------------------------------------------ |
| 01 | Königreich Italien          |                        |                                                              |
| 02 | Schweiz                     | Schweiz                | Eidgenössisches Institut für Metrologie, Köniz-Wabern        |
| 03 | Norwegen                    |                        |                                                              |
| 04 | Frankreich                  |                        |                                                              |
| 05 | Großfürstentum Finnland     |                        |                                                              |
| 06 | BIPM                        | BIPM                   | Internationales Büro für Maß und Gewicht, Paris              |
| 07 | Bayern                      | Deutschland            | Bayerisches Landesamt für Maß und Gewicht, Bad Reichenhall   |
| 08 | Frankreich                  |                        |                                                              |
| 09 | Königreich Italien          |                        |                                                              |
| 10 | Portugal                    |                        |                                                              |
| 11 | Russland                    |                        |                                                              |
| 12 | Flandern                    | Belgien                |                                                              |
| 13 | BIPM                        | BIPM                   | Internationales Büro für Maß und Gewicht, Paris              |
| 14 | Ungarn                      |                        |                                                              |
| 15 | Kaisertum Österreich        |                        |                                                              |
| 16 | Vereinigtes Königreich      | Vereinigtes Königreich | National Physical Laboratory, Teddington                     |
| 17 | Spanien                     |                        |                                                              |
| 18 | Preußen                     | Deutschland            | Physikalisch-Technische Bundesanstalt, Braunschweig          |
| 19 | Kaisertum Österreich        | BIPM                   | Internationales Büro für Maß und Gewicht, Paris              |
| 20 | Frankreich                  |                        |                                                              |
| 21 | Vereinigte Staaten          | Vereinigte Staaten     | National Institute of Standards and Technology, Gaithersburg |
| 22 | Japan                       |                        |                                                              |
| 23 | Wallonische Region          | Deutschland            | Physikalisch-Technische Bundesanstalt, Braunschweig          |
| 24 | Spanien                     |                        |                                                              |
| 25 | Mexiko                      |                        |                                                              |
| 26 | BIPM                        | BIPM                   | Internationales Büro für Maß und Gewicht, Paris              |
| 27 | Vereinigte Staaten          | Vereinigte Staaten     | National Institute of Standards and Technology, Gaithersburg |
| 28 | Russland                    |                        |                                                              |
| 29 | Schweden                    |                        |                                                              |
| 30 | Serbien                     |                        |                                                              |

## Ablösung des Urmeters
Mit dem Fortschritt der Messtechnik traten die Nachteile des Urmeters immer deutlicher zutage: Ein körperlicher Gegenstand ist nie ganz stabil, sondern verliert an Substanz. Messungen können den Gegenstand beschädigen und können auch nur dort stattfinden, wo er sich befindet.
Als unveränderliches, universell verfügbares Längennormal schlug Albert A. Michelson zu Beginn des 20. Jahrhunderts die Wellenlänge von Licht vor. In den 1950er Jahren wurde mit der  Krypton-86-Lampe eine Lichtquelle von ausreichender Stabilität und Präzision verfügbar. Mit Bezug auf deren Wellenlänge wurde 1960 der Meter neu definiert. Eine nochmalige Änderung gab es 1983, als die Lichtgeschwindigkeit zur Referenzgröße wurde. Die neuen Definitionen wurden so gewählt, dass sie im Rahmen der Messgenauigkeit möglichst gut mit dem Urmeter übereinstimmten. Das Urmeter selbst hat seit 1960 keine Funktion als Normal mehr und ist nur noch von historischem Interesse.